# Martin Stenström (ingenjör)
Martin Daniel Stenström, född 5 februari 1909 i Malmö Sankt Johannes församling, död 29 januari 1986 i Söndrums församling i Halmstad, var en svensk ingenjör och lärare.
Martin Stenström var son till kontraktsprosten August Stenström och Anna Höjer. Efter studentexamen i Vänersborg 1927 började han på Chalmers tekniska institut (CTI), där han gick ut som civilingenjör 1931. Han blev laboratoriechef vid AB Sveriges förenade konservfabriker i Göteborg 1933, kom till AB Konservfabriken Sirius 1941, blev byråingenjör vid havsfiskelaboratoriet i Lysekil 1944, laboratoriechef vid AB Uplandsfisk i Uppsala 1945, byråintendent vid arméförvaltningen i Stockholm 1948, avdelningschef vid Svenska institutet för konserveringsforskning i Göteborg 1949 och adjunkt vid tekniska gymnasiet i Halmstad 1960. Han författade skrifter i fackämnen.
År 1942 gifte han sig med Asta Rydeberg (1914–1998), dotter till sjökapten Yngve Rydeberg och Anna Bluhme samt syster till Georg Rydeberg. De fick sonen Jonas (född 1946).